# Coryanthes elegantium
Coryanthes elegantium är en orkidéart som beskrevs av Jean Jules Linden och Heinrich Gustav Reichenbach. Coryanthes elegantium ingår i släktet Coryanthes, och familjen orkidéer. Inga underarter finns listade i Catalogue of Life.